# Canestrelli
I canestrelli sono biscotti tipici di numerose zone dell'Italia, ma sono particolarmente diffusi in Piemonte e in Liguria.

## Storia
L'etimologia del nome è incerta. Alcuni fanno derivare il nome dal termine canestro, cioè un cesto di paglia o vimini dove si ponevano a freddare dopo la cottura e dove si tenevano per offrirli. Altri ritengono che sia da mettere in relazione con il disegno dello stampo a pinza in cui venivano cotti: in lingua piemontese canesterlè, significa ingraticolare con canne.
I canestrelli sono dolci popolari, le cui origini sono antichissime. Nel Canavese e nella Valle di Susa venivano preparati sin dal Medioevo con il nome di nebule, probabilmente dalle gilde dei produttori di ostie. Si offrivano in occasione di matrimoni, battesimi, feste religiose, carnevale.

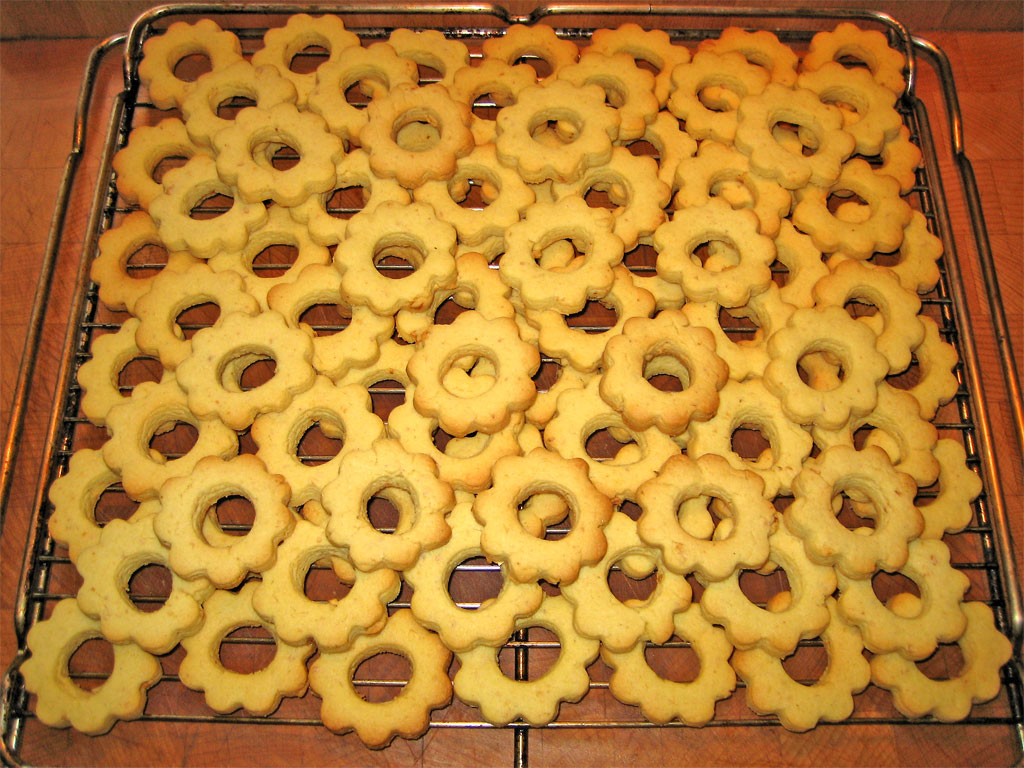
Canestrelli alla nocciola

I canestrelli di pasta frolla, probabilmente più recenti, appartengono alla tradizione ligure e nella ricetta attuale hanno una precisa collocazione sia temporale sia geografica, ovvero inizi del XIX secolo in Torriglia, antica capitale appenninica dei feudi imperiali dei Doria Pamphilj che si estendevano in Val Trebbia fino all'area oggi piacentina, tuttora centro principale di produzione di questo dolce nella classica ricetta.

## Tipi di canestrelli
Lo stesso nome fa riferimento a tipologie di dolci molto differenti. 
1. Biscotti a cialda, sottili e molto friabili. Sebbene si ritrovino in luoghi diversi in Italia, sono più comuni nelle valli alpine, come la Val di Susa, la Valle d'Aosta, la Val Cenischia. Appartengono alla grande famiglia delle cialde e sono di produzione quasi solo artigianale. Vengono cotti su piastra a pinza arroventata sul fuoco vivo o, più recentemente, sulla placca del forno. Si presentano spesso con un disegno di grata o con uno stemma nobiliare in superficie e sono profumati all'anice, alla vaniglia, al limone o al cacao. Canestrelli biellesi

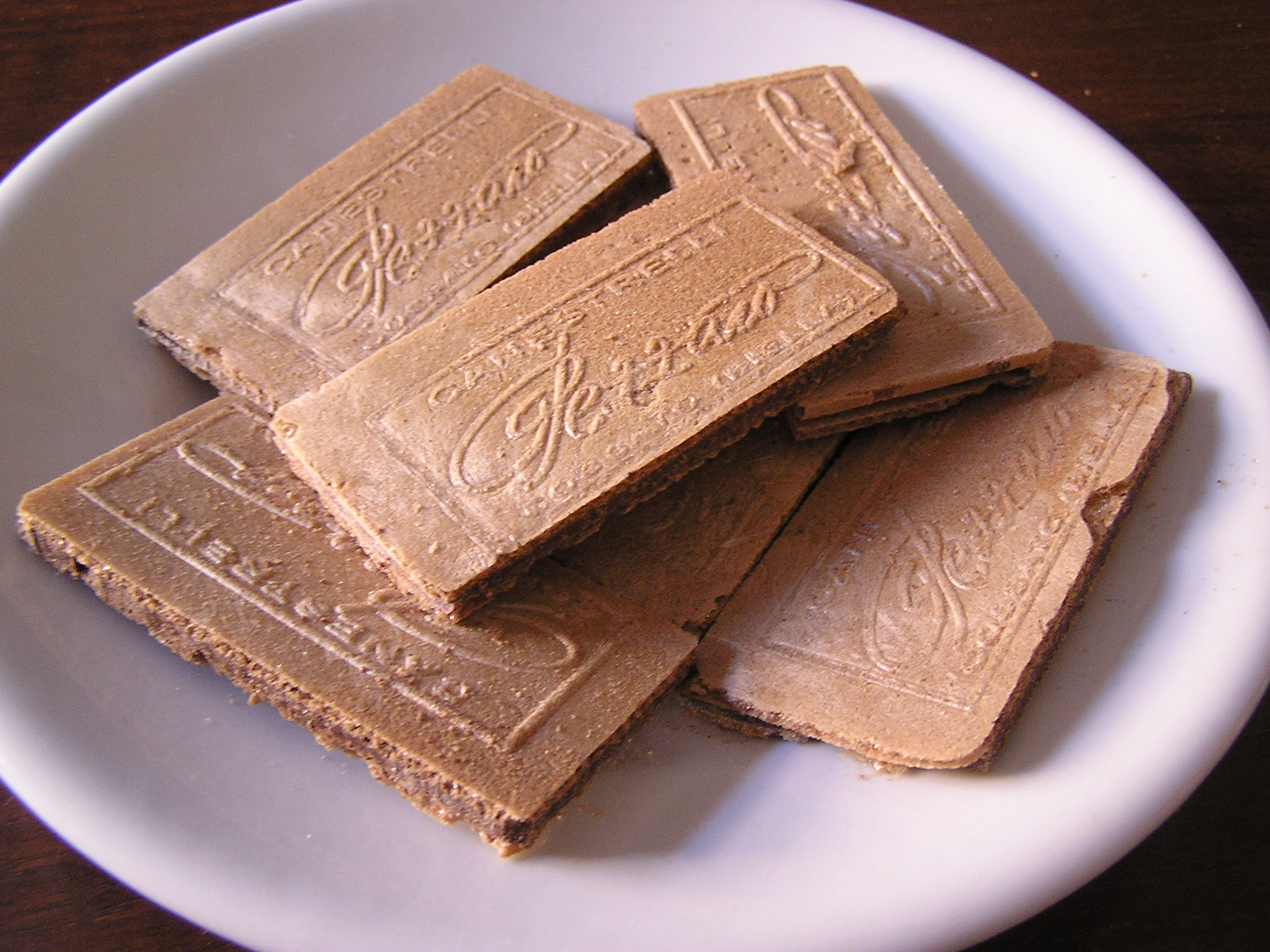
Canestrelli biellesi

2. Canestrelli biellesi (canestrèj bielèis in piemontese). I canestrelli sono costituiti da due cialde con una farcitura di cioccolato e nocciole. La cialda è croccante ed è ottenuta da farine di grano e di mais, lavorata con zucchero, burro, sale e polveri lievitanti. Sono rettangolari e di grandi dimensioni (circa 9x4,5 cm). L'origine della ricetta risale probabilmente al XVII secolo. Sono prodotti artigianalmente e considerati biscotti di lusso. Sono distribuiti localmente.
3. Canestrelli liguri riconosciuti a livello nazionale come "Prodotto Agroalimentare Tradizionale italiano". Prodotti fin dall'antichità nel Principato di Torriglia, appunto con la denominazione Canestrelletti di Torriglia marchio registrato, con ingredienti semplici ma fortemente legati all’economia di questo territorio montano, incentrata sull’allevamento bovino. Quindi molto burro, poi farina, uova, zucchero. Sono dei biscotti frollini a forma di piccola margherita con un diametro di 10cm ed un foro di 3cm. . Si presentano spolverati di zucchero a velo. L'associazione "Il Canestrelletto di Torriglia" controlla che tutti e otto i Produttori rispettino il Disciplinare di Produzione. Questa tipologia è diffusa, per prossimità territoriale, anche nel Piacentino, dove sono prodotti nell'alta Val Trebbia e in Val d'Aveto[1]. Sono presenti nei ricettari piacentini almeno dal Settecento[2]. Nella zona di Levanto sono a base di normale pasta frolla al limone: i Canestrelli di Santo Stefano d'Aveto PAT e i Canestrelli dell'Acquasanta PAT.
4. Canestrelli novesi. Prodotti esclusivamente in modo artigianale nella zona del Novese e dell'Ovadese, differiscono da quelli liguri sostanzialmente per gli ingredienti utilizzati, in quanto impastati senza uova, burro ed acqua, bensì olio d'oliva e vino bianco Cortese di Gavi DOCG.
5. Canestrelli di Taggia. Sono ciambelle larghe simili ai taralli (o tarallucci) pugliesi. Sono a base di farina e olio d'oliva e sono salati. Recentemente sono state introdotte le varietà alle olive (con l'aggiunta di polpa d'oliva in pezzi) e al cioccolato (con l'aggiunta di gocce di cioccolato).
6. Canestrelli tonenghesi chiamati anche canastrelli, sotto questo nome o canastrell, divengono ogni anno protagonisti di sagre e manifestazioni in tutto il Canavese, sono caratterizzati dalla presenza nell'impasto di scorza di limone ed erano i tipici dolci nuziali della zona.
7. Canestrelli tabarchini di Carloforte. I dolci più rappresentativi della cucina di Carloforte, i canestrélli tabarchini, sono delle ciambelle dolci aromarizzate con i semi di finocchietto o con la buccia di limone. Possono essere glassati o meno (canestréllu cuâ cappa o sensa cappa) e rappresentano il dolce caratteristico delle festività caroline. Inoltre, con lo stesso impasto si confezionano alcuni dolci specifici per le festività dell’anno: a fantiña a Natale, biscotto dalle sembianze fanciullesche, a lüña per la domenica delle palme, i cavagnétti per Pasqua e i pé de pórcu per Tutti i Santi.
8. Canestrelli di Cinaglio. Di fattura esclusivamente artigianale e locale, i canestrelli cinagliesi vantano menzioni storiche a partire dal XVII secolo e si presentano in cialde marroncine o gialle prodotte con appositi ferri arroventati sul fuoco a legna. Da sempre le donne cinagliesi tramandano l'impasto fatto con farina 00, zucchero, burro, nocciola tonda gentile, cacao, uova, marsala dal quale ricavano delle palline, la base per la cottura. In occasione della Festa patronale di San Felice (l'ultima domenica di agosto), i cinagliesi partecipano alla Sagra del Canestrello portando i loro prodotti dinanzi ad una giuria di pasticceri che decreterà il vincitore elargendo un generoso premio.

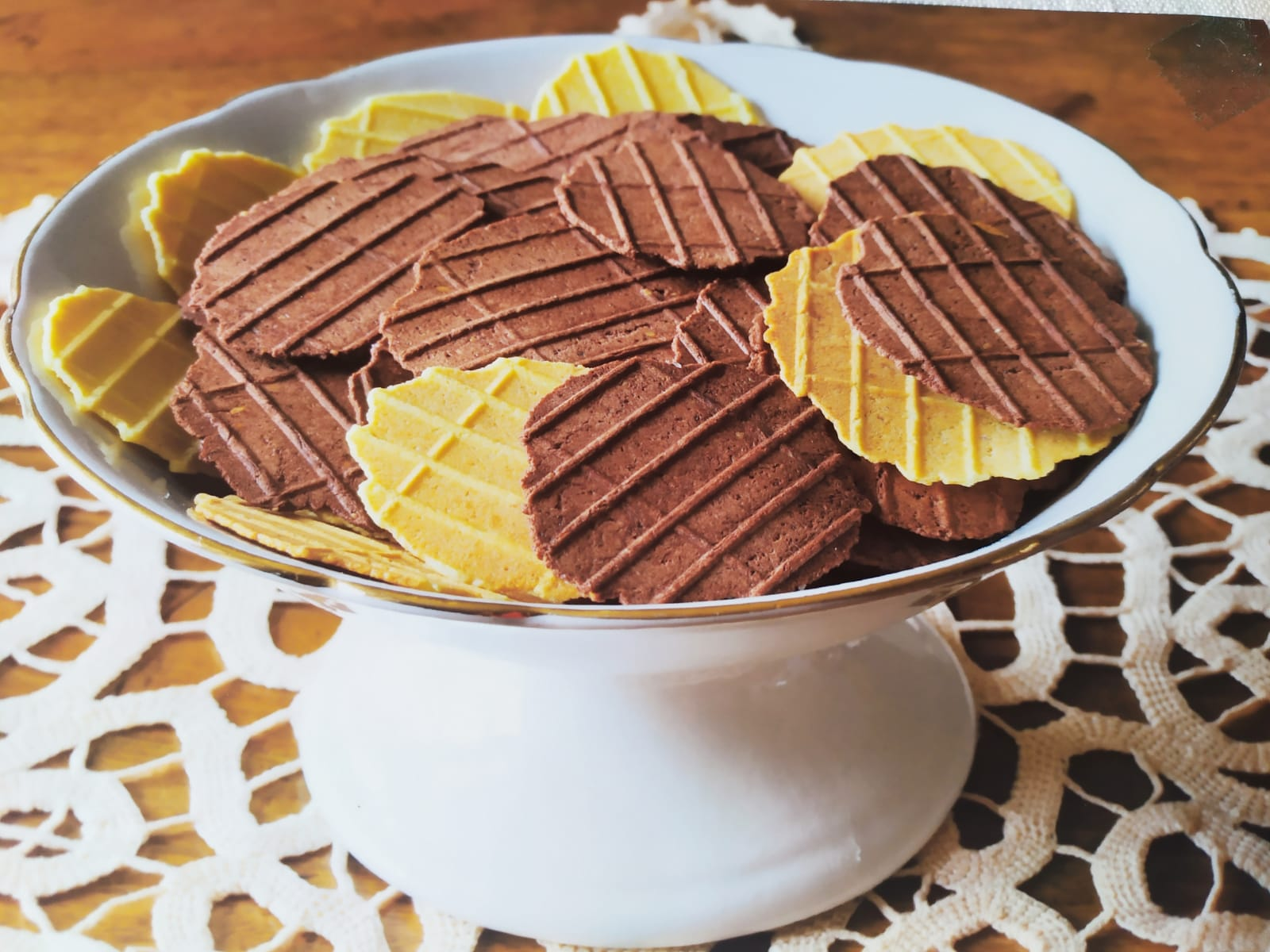
Canestrelli di Cinaglio

## Abbinamenti consigliati
- L'Alta Langa spumante rosato: vino che ha un sapore che ricorda il lievito, la crosta di pane e la vaniglia, di sapore secco, sapido ben strutturato, perciò può esser servito come spumante da dolci[3] e da dessert a tavola, fresco, ad una temperatura di 9-11 °C.
- Monferrato Chiaretto o Monferrato Ciaret: vino da dessert.